# Like I Would
"Like I Would" é uma canção do cantor britânico Zayn, gravada para a edição deluxe do seu álbum de estreia Mind of Mine (2016). Foi escrita por Zayn, Chase Wells, James Griffin, Kevin Rains, James Emerson e Salvador Waviest e produzido pela XYZ. Foi lançada pela RCA Records como segundo single do álbum em 10 de março de 2016.

## Lançamento
"Like I Would" foi lançada em 10 de março de 2016 como o segundo single do álbum. Foi enviada para as rádios mainstream estadunidenses em 24 de maio de 2016. Um EP remix com sete remixes de White Panda, Lenno, Sharam Jey, Oliver Nelson, Dave Audé, Troyboi e Rytmeklubben, foi lançado em 27 de maio de 2016.

## Videoclipe
O videoclipe da canção foi publicado no YouTube e Vevo em 10 de maio de 2016. Foi filmado pelo Director X em um estúdio de Los Angeles. A aparição de Zayn no vídeo, e a variedade de luzes e lasers do vídeo, inspiram-se nos filmes de ficção científica de Tron. O Director X já havia dirigido "Yeah!" de Usher, que ele disse que "estava querendo refazer" de forma diferente com "todo o laser" por um longo tempo. Ele também citou Tron como inspiração. O vídeo apresenta o Ciclone, um grande equipamento de laser personalizado criado pelos designers de laser de Zayn. O vídeo também apresenta dança enérgica por um esquadrão de dançarinos.

## Posições nas tabelas musicais

### Tabelas semanais
| Tabela musical (2016)                        | Melhor posição |
| -------------------------------------------- | -------------- |
| Alemanha (GfK Entertainment Charts)          | 79             |
| Austrália (ARIA)                             | 31             |
| Áustria (Ö3 Austria Top 40)                  | 47             |
| Bélgica (Ultratop 40 da Valônia)             | 17             |
| Bélgica (Ultratop 50 de Flandres)            | 44             |
| Canadá (Billboard CHR/Top 40)                | 35             |
| Canadá (Canadian Hot 100)                    | 23             |
| Chéquia (Singles Digitál Top 100)            | 25             |
| Coreia do Sul (Gaon)                         | 55             |
| Eslováquia (Singles Digitál Top 100)         | 23             |
| Estados Unidos (Billboard Dance Club Songs)  | 1              |
| Estados Unidos (Billboard Hot 100)           | 55             |
| Estados Unidos (Billboard Mainstream Top 40) | 29             |
| França (SNEP)                                | 117            |
| Irlanda (IRMA)                               | 32             |
| Itália (FIMI)                                | 57             |
| Japão (Hot Overseas — Billboard)             | 8              |
| Japão (Japan Hot 100)                        | 87             |
| Japão (Radio Songs — Billboard)              | 10             |
| Nova Zelândia (Recorded Music NZ)            | 38             |
| Países Baixos (Mega Single Top 100)          | 44             |
| Reino Unido (UK Singles Chart)               | 30             |
| Suécia (Sverigetopplistan)                   | 39             |
| Suíça (Schweizer Hitparade)                  | 48             |

### Tabelas de fim de ano
| Tabela musical (2016)                       | Melhor posição |
| ------------------------------------------- | -------------- |
| Estados Unidos (Billboard Dance Club Songs) | 28             |

## Certificações
| Região | Certificação | Vendas   |
| --- | ------------ | -------- |
| Austrália (ARIA) | Platina      | 70.000‡  |
| Brasil (Pro-Música Brasil) | Platina      | 60.000‡  |
| Canadá (Music Canada) | Platina      | 80.000‡  |
| Estados Unidos (RIAA) | Ouro         | 500.000‡ |
| Itália (FIMI) | Ouro         | 25.000‡  |
| Reino Unido (BPI) | Prata        | 200.000‡ |
| Suécia (GLF) | Ouro         | 20.000‡  |
| *vendas baseadas apenas na certificação ^distribuições baseadas apenas na certificação ‡números de vendas+streaming baseados apenas na certificação |              |          |